# Rørhat-familien
Rørhat-familien (Boletaceae) er en familie i rørhat-ordenen. Familien omfatter alle de svampe, vi almindeligvis betegner som rørhatte, som er hat-svampe med rør i stedet for lameller. I Danmark findes omkring 50 forskellige arter[kilde mangler], fordelt på otte slægter. Rørhattene er mykorrhiza-svampe, og mange kan kun findes ved ét bestemt værtstræ.

## Skematisk fremstilling af udvalgte slægter
| Slægter |

- Boletus
- Leccinum
- Boletinus
- Tylopilus

## Bestemmelse af rørhatte
Det er ganske enkelt at bestemme en rørhat på de cylindriske rør under hatten, som let frigøres ved at skrabe med en kniv eller endog med fingrene. Vanskeligere er det at udskille dem i slægter og arter.
Leccinum-slægten kendes dog ret enkelt på, at alle arter har skæl på stokken. Suillus-slægten har oftest en klæbrig eller slimet hat, hathuden er som regel sej, og mange af arterne i denne slægt har ring på stokken.

### Størrelse
De fleste rørhatte kan blive meget store, med en hat med en diameter på op mod 25 centimeter.

### Voksested
Mange rørhatte har kun ét bestemt værtstræ; fx vil der altid stå en lærk i nærheden af lærke-rørhat. Gennem mykorrhiza har svampen og træet en unik symbiose, hvor de udveksler forskellige næringsstoffer, som gavner begge parter.

## Kulinarisk
Rørhattene omfatter nogle af de bedste spiselige svampe med fin konsistens og smag, eksempelvis spiselig rørhat. De er alle rige på mineraler og vitaminer.
De fleste af de ikke-spiselige er blot kedelige af smag. Galderørhat (Tylopilus felleus) indtager en særstatus, idet den er uspiselig på grund af den meget bitre smag, hvor én svamp kan ødelægge en hel svamperet. Den er dog ikke på nogen måde giftig. Nogle få andre kan give maveproblemer. Hyppigst forekommende blandt disse er:
- Skælrørhattene, fx brun skælrørhat (Leccinum scabrum), der tidligere hed rufodet rørhat.
- Netstokket indigo-rørhat (Boletus luridus): [2]

Kun to danske rørhatte kan betegnes som egentlig giftige.
- Satans rørhat (Boletus satanas). [3]
- Skønfodet rørhat (Boletus calopus).[4]